# Таша Яр
Наташа «Таша» Яр (англ. Natasha "Tasha" Yar) — персонаж американского научно-фантастического телесериала «Звёздный путь: Следующее поколение». Лейтенант Наташа Яр является главой службы безопасности на звездолёте Федерации «Энтерпрайз-D». Ташу играла актриса Дениз Кросби, которая во время первого сезона решила уйти из сериала, из-за чего пришлось «убить» её персонажа.
Персонаж изначально основывался на другом вымышленном герое, а именно на Васкес из фильма «Чужие» 1986 года. Дальнейшее создание образа дало девушке имя Таня, а уже потом Таша (сокр. от Наташа). Дениз Кросби первоначально пробовалась на роль Дианы Трой, а роль Таши Яр могла сыграть Марина Сиртис, однако Джин Родденберри поменял их местами и роль Таши досталась Кросби, а Диану сыграла Сиртис.

## Концепция и развитие
Джин Родденберри. «Star Trek: The Next Generation Writer/Director's Guide», 23 марта 1987:

Лейтенант Наташа «Таша» Яр
Начальник службы безопасности звездолёта Таша, которая при десантировании выполняет те же функции, что и на борту судна. Родившись на отсоединившейся от Земли колонии ренегатов, погрязшей в беспорядках, она сбежала на Землю в подростковом возрасте и поступила на службу в Звёздный флот, который она до сих пор «боготворит», как полную противоположность всем уродствам, что она когда-то знала.
Оригинальный текст (англ.)Lt. Natasha "Tasha" Yar
The starship Security Chief, Tasha, who performs that same function both aboard ship and on away missions. Born at a "failed" Earth colony of renegades and other violent undesirables, she escaped to Earth in her teens and discovered Starfleet, which she still "worships" today as the complete opposite of all the ugliness she once knew.

Вдохновлённый персонажем Васкес из фильма «Чужие», Джин Родденберри создал героиню, назвав её Маха Эрнандес и она должна была быть тактическим сотрудником на звездолёте. После кастинга 10 декабря 1986 года создатель сериала решил изменить персонажа после того, как ей дали должность начальника охраны. Продюсеры хотели пригласить на эту роль Дженетт Голдстин, игравшую Васкес в «Чужих», но писатель Дороти Фонтана сказала, что персонаж «это не латиноамериканка, маленькая, голубоглазая и веснушчатая». Позже Голдстин сыграла роль в фильме «Звёздный путь: Поколения». 13 марта 1987 персонаж был переименован в Таню.
23 марта 1987 было опубликовано новое руководство для сценаристов и режиссёров, в котором уже фигурировало имя Наташа «Таша» Яр. Её фамилия была предложена Робертом Левином, навеянная названием урочища Бабий Яр на Украине, в котором во время Великой Отечественной войны происходили массовые расстрелы гражданского населения. В её биографии в руководстве говорится, что Таше 28 лет и подтверждается её украинское происхождение. Также там описана её дружба с подростком Уэсли Крашером: «Она относится к этому подростку, как к самому замечательному человеку, которого можно себе представить. Уэс это друг детства, которого у Таши никогда не было». По стостоянию на апрель 1987 года на роль Таши Яр рассматривались Розалинд Чао, Джулия Никсон-Соул, Леа Эйрс, Банти Бэйли и Лиэн Лэнгланд, а за актрисой Дениз Кросби уже была закреплена роль Дианы Трой. Создатели сериала стремились подобрать на главные роли непохожих друг на друга актрис, учитывались внешние физические данные и цвет волос. После Дениз Кросби и Марина Сиртис прослушивались на роли Дианы Трой и Таши Яр соответственно, но Джин Родденберри всё же решил поменять их местами, так как по его мнению «экзотическая» внешность Сиртис больше подходила для Трой.
Ещё до окончания первого сезона актриса Дениз Кросби пожелала уйти из съёмочного процесса. Она желала расторгнуть контракт, так как была недовольна тем, что её героиня не развивается. Позже она сказала: «Я была несчастна. Я не могла ждать, чтобы уйти из этого шоу. Я умирала». Джин Родденберри принял её позицию и не стал препятствовать уходу актрисы, оставшись с ней в хороших отношениях. Последним эпизодом, в котором снялась Кросби, стал «Симбиоз», который был снят после «Обличья зла», в котором погибает Таша Яр. Также отснятые с Кросби материалы использовались в сериях «Шизофреник» и «Оттенки серого» второго сезона.
Дениз Кросби вернулась, чтобы сыграть роль Таши Яр в эпизоде третьего сезона «Вчерашний Энтерпрайз», в котором по сюжету встречаются звездолёты «Энтерпрайз-D» и «Энтерпрайз-C», из-за чего происходит временной сдвиг и экипаж вместе с кораблём попадают в альтернативную вселенную, где Яр жива. В конце эпизода она приняла командование Энтерпрайзом из прошлого, чтобы исправить мировую историю, и для нее это должно было означать новую смерть. Однако позже выяснилось, что в том сражении она выжила, попала в ромуланский плен, стала женой ромуланского генерала и позже была казнена, тем не менее она успела оставить дочь. Сама актриса сказала, что в этом эпизоде ей предоставили столько экранного времени, как никогда раньше. Её внешние данные в том эпизоде дали создателям идею о развитии сюжетной линии дочери Селе Яр. Кросби дебютировала в роли Селы в двух частях «Искупления», а также появилась в состоящем из двух частей «Объединении».
В 2013 году внешность и голос Таши Яр были позаимствованы MMORPG-игрой Star Trek Online. Появление героини Кросби последовало за добавлением в игру таких персонажей, как Спок (с внешностью Леонарда Нимоя из оригинального сериала, Лита (с внешностью Чейз Мастерсон из «Глубокого космоса 9») и Спок (с внешностью Закари Куинто из фильмов Дж. Дж. Абрамса).

## Биография
О происхождении Таши рассказывается в эпизоде «Наследие» четвёртого сезона сериала. Она родилась на планете Туркана IV в 2337 и имела младшую сестру Ишару (Бет Туссеэн), которая на пять лет моложе Наташи. Туркана IV отсоединилась от Федерации и находилась в состоянии непрерывной внутренней войны. Вскоре после рождения Ишары родители девочек погибли и их приютили чужие люди, но и они вскоре бросили детей. Таше пришлось самой ухаживать за младшей сестрой. Правительство на планете было свергнуто, а девушкам приходилось довольствоваться едой из помоек, избегая опасных бандитских группировок. В возрасте 15 лет, в 2352 году Таше удалось покинуть планету, на которой осталась Ишара, присоединившаяся к «Коалиции», одной из фракций. Больше сёстры никогда не виделись.
Впервые Таша Яр появляется в пилотном эпизоде сериала как глава службы безопасности и тактический сотрудник на звездолёте «Энтерпрайз NCC-1701-D». В эпизоде «Голая действительность» Таша, поражённая странным вирусом испытывала неравнодушные чувства к андроиду Дейте. В эпизоде «Обличье зла» Диана Трой терпит крушение на космическом челноке на планете Вагра II и на её выручку телепортируют десант, в состав которого также входит Таша Яр. Её убивает существо армус. На корабле устраивают поминальную службу, а Ворф становится главой службы безопасности. После её смерти выясняется, что Дейта всё же испытывал чувства к Таше, в его базе данных хранится её голограмма. В эпизоде «Критерий человека» на судебном процессе Дейта признаётся, что был близок с Наташей и что та особенна для него. Еще в 3 серии между Ташей и Дейтой произошла интимная связь (функциональность Дейты позволяет и это), но тогда они предпочли забыть об этом, поскольку находились в состоянии близком к опьянению. После своей смерти Таша еще раз появилась в сюжете сериала, когда из-за изменения времени появилась альтернативная история, в которой она не погибала. Но она пожертвовала жизнью, чтобы вернуть события в изначальное русло.